# Nepominutelný dědic
Nepominutelný dědic nebo dříve neopominutelný dědic je osoba, která má nárok domáhat se i přes závěť svého zákonného dědického podílu nebo jeho části (tedy tzv. povinného dílu), pokud ovšem dotyčný nebyl platně vyděděn. Vzdálenější příbuzní zůstavitele však mají toto právo jen v případě, že zde není bližší příbuzný, který by se mohl tohoto práva domáhat (jestliže tedy například zůstavitel má syna, nemohou se práva na povinný díl domáhat synovi potomci).

## Nepominutelní dědici v současném českém právu
Podle současné právní úpravy jsou nepominutelnými dědici potomci zůstavitele. Nezletilému potomku se musí dostat tolik, kolik činí tři čtvrtiny jeho zákonného dědického podílu, zletilému pak tolik, kolik činí jedna čtvrtina jeho zákonného dědického podílu. Tento povinný díl může být zůstaven jak v podobě dědického podílu, tak odkazu, přičemž jej zůstavitel nesmí zatížit nebo omezit (podmínkami apod.)

## Předchozí české právní úpravy

### Období do 31. prosince 1950
Obecný zákoník občanský používal pojem nepominutelný dědic. Nepominutelnými dědici byli potomci zůstavitele, a nebylo-li jich, jejich rodiče a prarodiče. Povinný díl potomků činil jednu polovinu jejich zákonného dědického podílu, povinný díl zůstavitelových rodičů a prarodičů jednu třetinu jejich zákonného dědického podílu.

### Období od 1. ledna 1951 do 31. března 1964
Zletilí potomci a ti z rodičů a prarodičů, kteří byli v době zůstavitelova úmrtí v nouzi a už neschopní práce, měli nárok na tři čtvrtiny svého zákonného dědického podílu a nezletilí potomci na celý svůj zákonný dědický podíl.

### Období od 1. dubna 1964 do 31. prosince 1991
Zletilí potomci měli nárok na tři čtvrtiny svého zákonného dědického podílu a nezletilí potomci na celý svůj zákonný dědický podíl.

### Období od 1. ledna 1992 do 31. prosince 2013
Neopominutelnými dědici byli pouze potomci zůstavitele, kteří měli nárok na polovinu svého zákonného dědického podílu, pokud byli zletilí, nebo celý svůj zákonný dědický podíl, pokud byli nezletilí.

## Neopominutelní dědici v dalších evropských státech
- děti, popř. další potomci – Finsko, Lucembursko, Nizozemsko, Slovensko, Švédsko
- děti a manžel, povinný díl jen z movitého majetku – Skotsko
- děti (popř. další potomci) a manžel – Francie, Malta
- děti (popř. vnoučata), popř. rodiče – Rumunsko
- děti (popř. další potomci) a manžel, popř. rodiče – Belgie, Bulharsko, Estonsko, Kypr, Lotyšsko, Maďarsko, Německo, Polsko, Rakousko, Řecko
- děti (popř. vnoučata), manžel, rodiče, sourozenci, bratranci a sestřenice – Portugalsko
- děti, manžel a rodiče, jsou-li odkázáni výživou na zůstavitele – Litva
- potomci, manžel, popř. rodiče (nebo další předci) – Španělsko, Chorvatsko
- potomci, manžel a předci – Itálie
- manžel, a shledá-li to soud v konkrétním případě za spravedlivé, tak i děti – Irsko

V Anglii, Walesu a Severním Irsku pevně určený povinný díl neexistuje, ale soud může na návrh přiznat manželovi, dítěti nebo jiné osobě, která byla odkázána výživou na zůstavitele, právo na přiměřené majetkové zabezpečení z dědictví.
V některých zemích (např. Estonsko, Lotyšsko, Polsko či Rakousko) je možné právo na povinný díl vyloučit dědickou smlouvou.